# Chromat (Fernsehgerät)

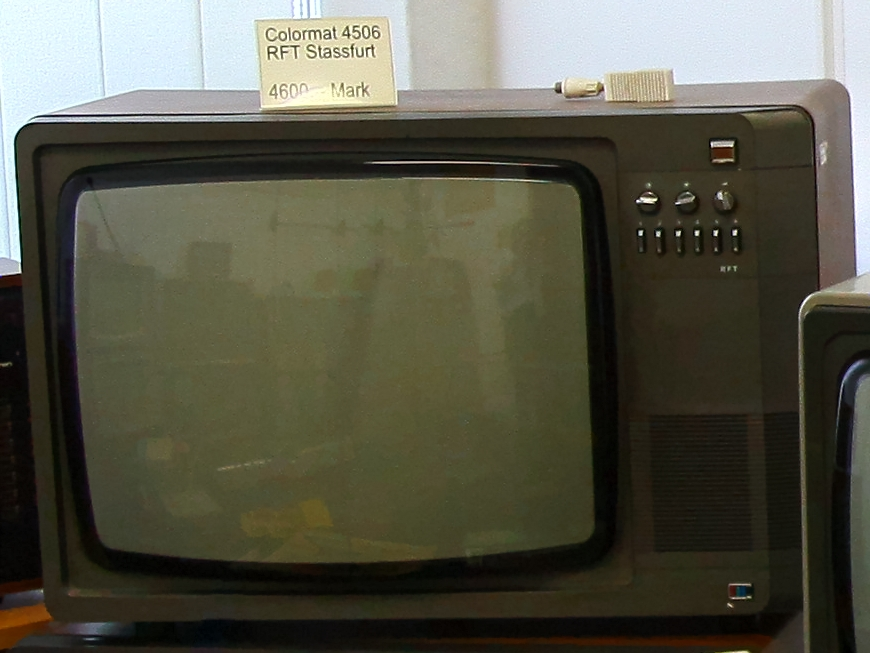
Farbfernsehgerät „Colormat 4506“ hergestellt von RFT Staßfurt

Chromat war die Modellbezeichnung für ein in der DDR produziertes Farbfernsehgerät. Hersteller war das RFT-Werk in Staßfurt.
Die Bezeichnung Chromat wurde vermutlich in Anlehnung an chroma (griech.) = Farbe und Apparat vergeben, um zu unterstreichen, dass es sich um einen Farbfernseher handelte. Mitte der 1970er Jahre, als das Gerät erstmals angeboten wurde, gab es in den meisten DDR-Haushalten Schwarzweiß-Geräte. Das mit etwa 3.600 Mark der DDR recht teure Gerät gehörte damit zu den Luxusgütern.
- Ausführung: Mono-Farbfernsehgerät für den Heimgebrauch
- Gehäuse: Holz, Spanplatte, Rückwand aus Pappe
- Bildröhre: Lochmasken-(Delta)-Farbbildröhre, 59 cm (Später 61 cm Diagonale), aus sowjetischer Produktion. Es wurden auch Bildröhren mit 56 cm Mullard oder Zenith 61 cm Diagonale verwendet, diese Geräte wurden aber nur in geringen Stückzahlen gefertigt.
- Bauteil-Bestückung: Volltransistorisiert, teilweise analoge ICs
- Netzteil: konventionelles Netzteil mit Trafo und Transistor-Längsregler. Leistungsaufnahme ca. 180 Watt
- Tuner: Getrennt für VHF und UHF, Kapazitätsdioden-Abstimmung
- Empfangsbereiche: Band I, III und IV/V
- Fernseh-, Farbnorm: CCIR, SECAM 1(später mit MSA Decoder auch Secam IIIB), mit Zusatzmodul PAL B/G (später Kombidecoder)
- Kanalwahl: 6-facher elektromechanischer Kanalspeicher
- Fernbedienung: Keine
- Anschlüsse: Antenneneingang (75 Ohm), Kopfhörer (DIN-Würfelbuchse), DIN-Buchse (nur Ausgang, für Tonbandaufnahmen).
- Ton: Mono, Differenzträgerfrequenz-Verfahren, ca. 4 Watt an eingebautem Breitbandlautsprecher
- Herstellungszeitraum: Ca. 1975–1984, wurde durch den Novamat/Novatron ersetzt.
- Preis: Ca. 3.500 DDR-Mark (nur SECAM), 1985 ca. 3.600 DDR-Mark (PAL/SECAM)

Das Gerät war der Nachfolger des Color 22 mit folgenden Verbesserungen: Voll-Transistorisierung mit teilweiser Verwendung von Analog-ICs, sechs (statt fünf) Kanalspeicher, Elemente für Konvergenz-Abgleich jetzt hinter abnehmbarer Lautsprecherblende, dadurch war der Abgleich leichter möglich. Eine Version mit Fernbedienung wurde als Chromalux angeboten, aber nur in geringen Stückzahlen hergestellt und war somit sehr schwer erhältlich.
Nachfolger waren die Fernsehgeräte Novamat / Novatron (mit Schaltnetzteil und weitgehender IC-Bestückung) sowie Colormat, Colorett und Colortron/Colorlux mit Schlitzmasken-(Inline-)Bildröhre.